# سیلیسیم آمورف
سیلیسیم آمورف یا سیلیسیم اَریخت (a-Si) یک فرم بدون بلورینگی سیلیسیم است که در سلول‌های خورشیدی، ترانزیستورهای با لایهٔ بسیار نازک و نمایشگرهای ال‌سی‌دی کاربرد دارد.
سیلیسیم آمورف با دیگر دگرشکلی‌های سیلیسیم مانند سیلیسیم چندبلوری و تک‌بلوری متفاوت است.

از چپ به راست ساختار تک‌بلوری، چندبلوری و بی ریخت یا آمورف

آلیاژ آمورف سیلیسیم و کربن (کاربید سیلیسیم آمورف و همچنین هیدروژنی، a-Si1-xCx:H‎) رفتارهای جالبی دارند. قرار دادن اتم کربن در کنار سیلیسیم آمورف، درجات آزادی بیشتری در کنترل ویژگی‌های مواد می‌دهد. این فیلم (لایه) می‌تواند برای چشم، ناپیدا باشد.